# Макух Ганна Миколаївна
Ганна Миколаївна Макух (нар. 29 серпня 1958, с. Чернелів-Руський, Україна) — українська журналістка, редактор.

## Життєпис
Ганна Миколаївна Макух народилася 29 серпня 1958 року в селі Чернелеві-Руському Тернопільського району Тернопільської області, нині Україна.
Закінчила Львівський державний університет (1984, нині національний університет).
У 1985—1996 — в редакції тернопільської районної газети «Шляхом Ілліча» (нині «Подільське слово»), від 1996 — редактор відділу економіки і підприємництва редакції «Тернопільської газети».
У 2000—2001 — головний редактор газети «Тернопіль-бізнес». 2001 — директор Тернопільського регіонального представництва ВАТ «Корпорація „Медіа Простір“».
У 2004—2016 — головний редактор газети «Подільське слово».
Від квітня 2017 — кореспондент газети «Сільський господар плюс».

## Політична діяльність
Член політичної партії «Наша Україна», у 2015 році обрана депутатом Тернопільської районної ради по одномандатному мажоритарному округу № 38 (с. Чернелів-Руський, Соборне), член постійної комісії з питань соціально-економічного розвитку, фінансів і бюджету та міжбюджетних.

## Доробок
Автор публікацій про становлення і розвиток ринкових відносин в економіці регіону та інших.
Співавтор книги «Чернелів-Руський: історичний нарис» (2011 р.).

## Відзнаки
Має грамоти, відзнаки.